# Thecla badaca
Thecla badaca är en fjärilsart som beskrevs av William Chapman Hewitson 1868. Thecla badaca ingår i släktet Thecla och familjen juvelvingar. Inga underarter finns listade i Catalogue of Life.